# Renata Costa
Renata Aparacida "Kóki" da Costa , född 8 juli 1986 i Assaí, är en brasiliansk fotbollsspelare (mittfältare) som spelar för ryska Kubanochka. Hon spelade i LDB FC säsongen 2009.

## Karriär
I januari 2009 värvades Costa av LDB FC från danska Odense BK. Hon kom femma i Damallsvenskans passningsliga med sex mål och sju passningar 2009. I januari 2010 skrev hon på för Santos FC.
Hon har varit med i Brasiliens trupp vid fotbolls-VM 2003, 2007 och 2011 samt vid OS 2004, 2008 och 2012.